# Eviota tigrina
Eviota tigrina är en fiskart som beskrevs av Greenfield och Randall 2008. Eviota tigrina ingår i släktet Eviota och familjen smörbultsfiskar. Inga underarter finns listade i Catalogue of Life.